# Королёв, Василий Филиппович
Василий Филиппович Королёв — конструктор доильных машин, лауреат Сталинской премии.

## Биография
В июле 1930 года после окончания Московского электротехникума был направлен в только что организованный Всесоюзный институт электрификации сельского хозяйства (ВИЭСХ).
В последующем — доктор технических наук, профессор, зав. лабораторией доения ВИЭСХ.

## Научная деятельность
Автор (совместно с Красновым B.C. и Мартюгиным Д. Д.) первой советской доильной машины ДА-3, над которой работал с 1934 года (в 1960 г. усовершенствована в ДА-3М, с 1972 реконструирована в «Волгу».

### Сочинения
- Доильные машины [Текст] : (Теория, конструкция и расчет). — Москва : Машгиз, 1962. — 284 с. : ил.; 22 см.
- Доильные машины [Текст] : Теория, конструкция и расчет. — 2-е изд., перераб. и доп. — Москва : Машиностроение, 1969. — 279 с. : ил.; 22 см.
- Машинное доение коров [Текст] / В. Ф. Королев, канд. техн. наук. — Москва : Сельхозгиз, 1953. — 184 с.; 2 л. черт. : ил., черт.; 20 см.
- Машинное доение коров [Текст] / В. Ф. Королев, канд. техн. наук. — 2-е изд. — Москва : Сельхозгиз, 1954. — 192 с., 1 л. черт. : ил., черт.; 21 см.
- Автоматы на молочной ферме [Текст] : (Новые доильные машины) / Канд. техн. наук В. Ф. Королев. — Москва : Знание, 1965. — 48 с. : ил.; 21 см. — (Новое в жизни, науке, технике. 5 серия. Сельское хозяйство; 2).
- Механическая дойка коров [Текст] : Попул. лекция / лауреат Сталинской премии канд. техн. наук В. Ф. Королев. — Москва : [Правда], 1951. — 32 с. : ил.; 22 см. — (Колхозная серия / Всесоюз. о-во по распространению полит. и науч. знаний).
- Машинно доене на кравите [Текст] / В. Ф. Каральов канд. на техн. науки ; Прев. от рус. Хар. Григоров. — София : Земиздат, 1955. — 181 с., 1 л. ил. : ил.; 21 см.
- Механическое доение коров [Текст] / В. Ф. Королев, Д. Д. Мартюгин, Д. С. Соколов [и др.] ; Под ред. В. С. Краснова ; Всесоюз. науч.-исслед. ин-т механизации сельского хозяйства «ВИМ». — Москва : Гос. изд-во с.-х. лит., 1950 (тип. Трудрезервиздата). — 152 с. : ил.; 20 см.

## Награды и звания
Сталинская премия 1949 года (в составе коллектива) — за создание трёхтактной доильной машины.
Заслуженный изобретатель РСФСР (1973).